# رنا مائدا
رنا مائدا (انگلیسی: Rena Maeda; ۲۸ آوریل ۱۹۸۹ – ) صداپیشه اهل ژاپن بود.